# Адыгейский педагогический колледж им. Х. Андрухаева
Адыгейский педагогический колледж им. Х. Андрухаева — Государственное бюджетное профессиональное образовательное учреждение Республики Адыгея

## История
Колледж ведёт свою историю от созданного в 1925 году Адыгейского педтехникума в Краснодаре постановлением СНК СССР. А с 1938 года в Майкопском округе состоялся перенос педтехникума. Педтехникум стал кузницей кадров практически для всех отраслей народного хозяйства. У истоков становления и развития системы профессионального образования стояли председатель Адыгейского облисполкома Хакурате, Шахан-Гирей Умарович и заведующий облоно С. Х. Сиюхов.
Адыгейский педагогический техникум готовил учителей младших классов, инструкторов просвещения, лекторов и организаторов мероприятий.
На базе Адыгейского педагогического училища в 1940 году был создан учительский институт, ныне Адыгейский государственный университет (АГУ).
Учебным заведеним подготовлено более 20 тысяч специалистов, среди которых известные ученые, писатели, учителя и воспитатели школ и дошкольных образовательных учреждений,  художники и спортсмены.
В 1967 году учебному заведению присвоено имя выпускника, поэта Хусена Андрухаева.
Педколледж располагает благоустроенным общежитием на 213 мест.
Многие годы педагогический колледж работает в тесном контакте с Адыгейским государственным университетом, взаимодействует в учебно-воспитательной, научно-исследовательской и научно-методической работы. Ежегодно около 90% выпускников колледжа на конкурсной основе продолжают обучение на факультетах АГУ по очной и заочной формам обучения.

## Отделения колледжа
В педколледже осуществляется подготовка специалистов
по 6 специальностям:
- «Преподавание в начальных классах»;
- «Коррекционная педагогика в начальном образовании»;
- «Дошкольное образование»;
- «Дизайн в области культуры и искусства»;
- «Архитектура»;
- «Документационное обеспечение управления и архивоведение».[3]

## Достижения
Педколледж награждён Почётной грамотой Президиума Верховного Совета РСФСР (1982 г.),
Почётная грамота Государственного Совета-Хасэ Республики Адыгея (1995 г.),
Удостоен высшей награды Республики Адыгея - медали «Слава Адыгеи» (2005 г.).
Занесен во Всероссийский национальный реестр «Сто лучших ССУЗов России» в разделе «Элита образования России» (2008, 2016 гг.),
В национальном реестре «Ведущие образовательные учреждения России -2013» (свидетельство № 1234 от 17.04.2013 г.)
За заслуги в педагогической и воспитательной деятельности, за трудовые успехи коллективу педколледжа объявлена Благодарность Президента РФ (№ 422-рп от 23.06.2011 г.)

## Руководители
- 1988—2014 Ачмиз, Казбек Гучипсович - доктор исторических наук

## Известные педагоги и выпускники
В колледже работают около 40 высококвалифицированных преподавателей, из числа которых 3 кандидата наук, 1 «Заслуженный учитель РФ», 8 человек удостоены звания «Заслуженный работник народного образования РА», 3 - имеют награду «Отличник народного просвещения», 6 - имеют награду «Почётный работник среднего профессионального образования РФ», 2 - имеют награду «Почётный работник общего образования РФ», 1 - «Почётный работник начального профессионального образования РФ», 1 - «Почётный работник высшего профессионального образования РФ», 8 человек являются его выпускниками. 4 преподавателя стали победителями Всероссийского конкурса в рамках национального проекта «Образование» и удостоены денежных премий.
Выпускники Герои Советского Союза
- Андрухаев, Хусен Борежевич
- Ачмизов, Айдамир Ахмедович
- Бжигаков, Камчари Барокович
- Нехай, Даут Ереджибович

## Именные стипендии
В колледже учреждены именные стипендии, которые получают лучшие из лучших.
Стипендии назначаются студентам, обучающимся по очной форме обучения в педагогическом колледже им. Х. Андрухаева, подразделяются на:
- стипендии Президента РФ, Главы РА и специальные государственные стипендии Правительства РФ, РА;
- государственные академические стипендии;
- государственные социальные стипендии;
- именные стипендии.
Для наиболее отличившихся студентов, принимающих участие в общественной жизни колледжа, установлены именные стипендии выпускников - Героев Советского Союза Андрухаева Х.Б., Ачмизова А.А., Бжигакова К.Б., Нехая Д.Е., Л.Богузоковой-первой лётчицы - адыгейки, И.К.Седина - Героя Социалистического Труда, писателя И. Ш. Машбаша - Героя Труда России, лауреата Государственных премий СССР и РСФСР, 3 премии им. А.С.Пушкина, 5 премий первого адыгейского лингвиста Д.Ашхамафа и другие виды морального и материального стимулирования.

## Галерея известных выпускников

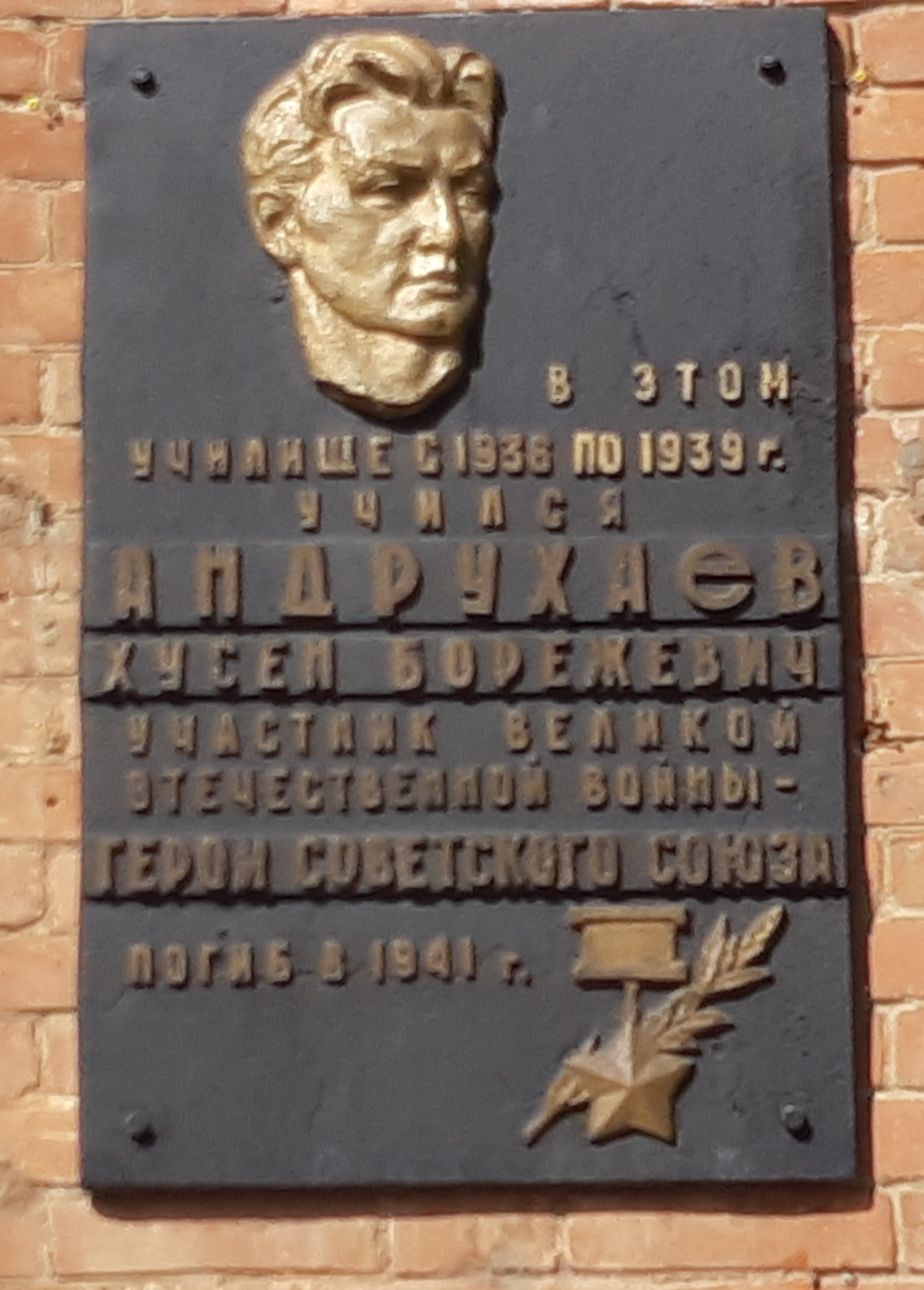
Андрухаев, Хусен Борежевич
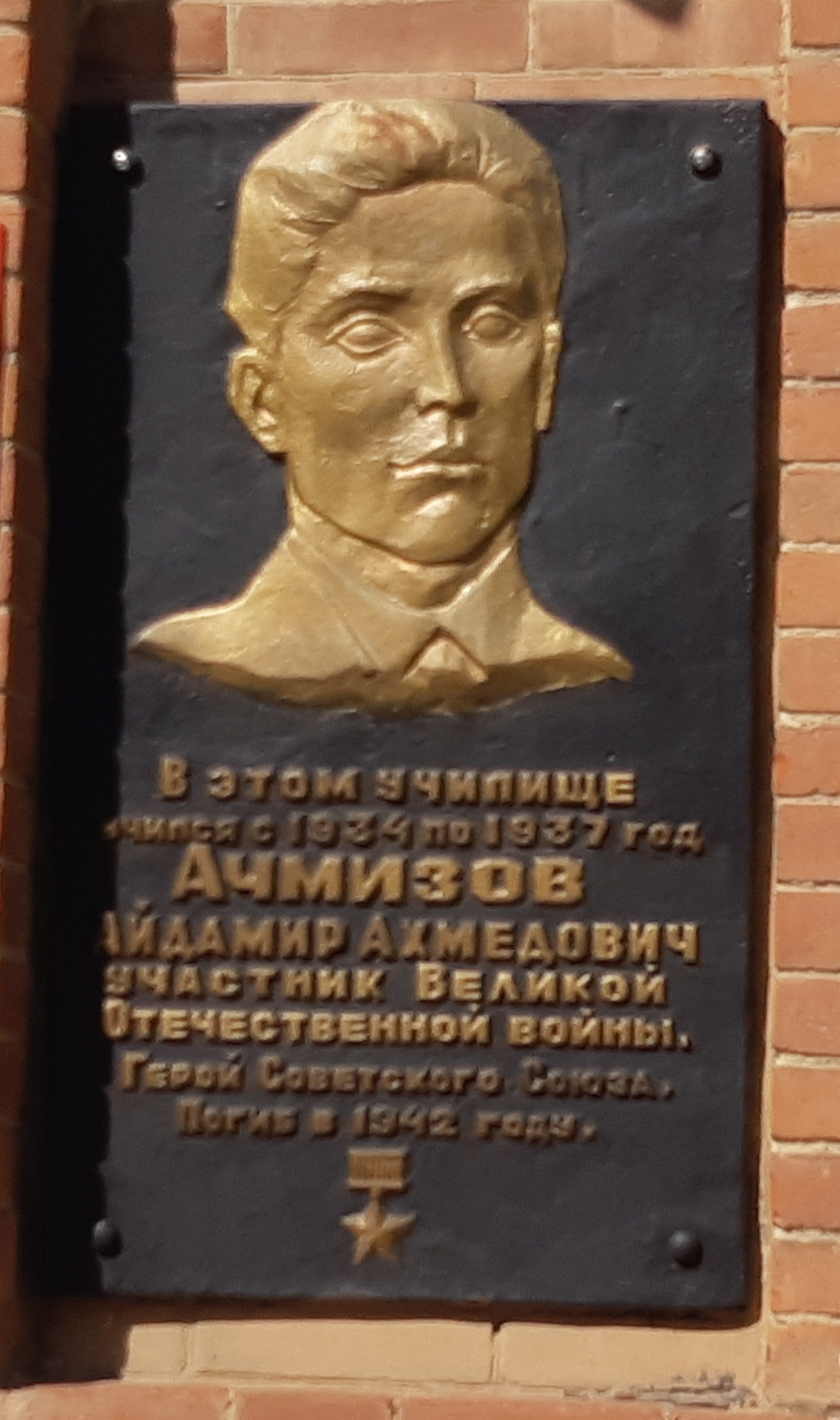
Ачмизов, Айдамир Ахмедович
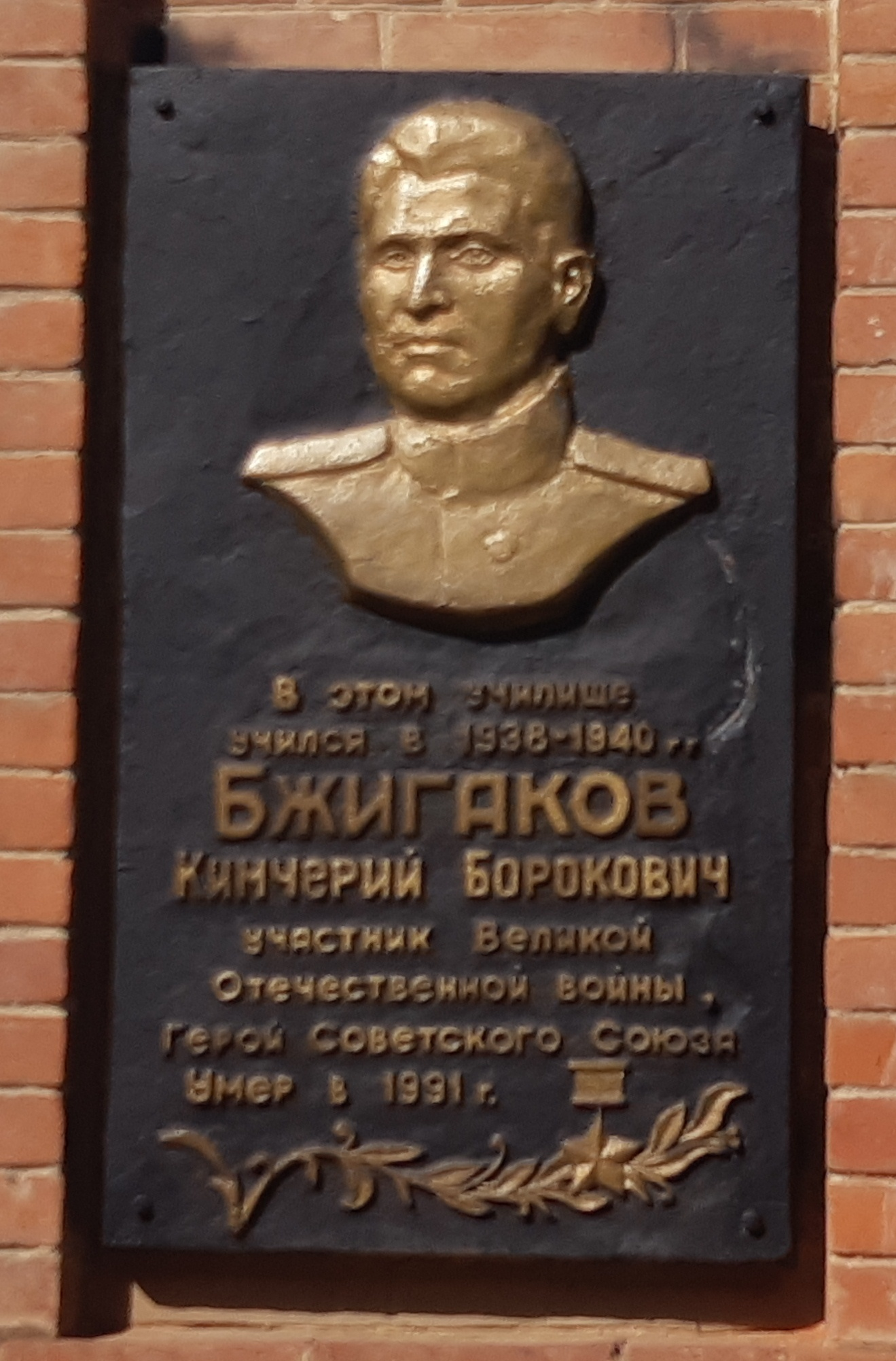
Бжигаков, Камчари Барокович
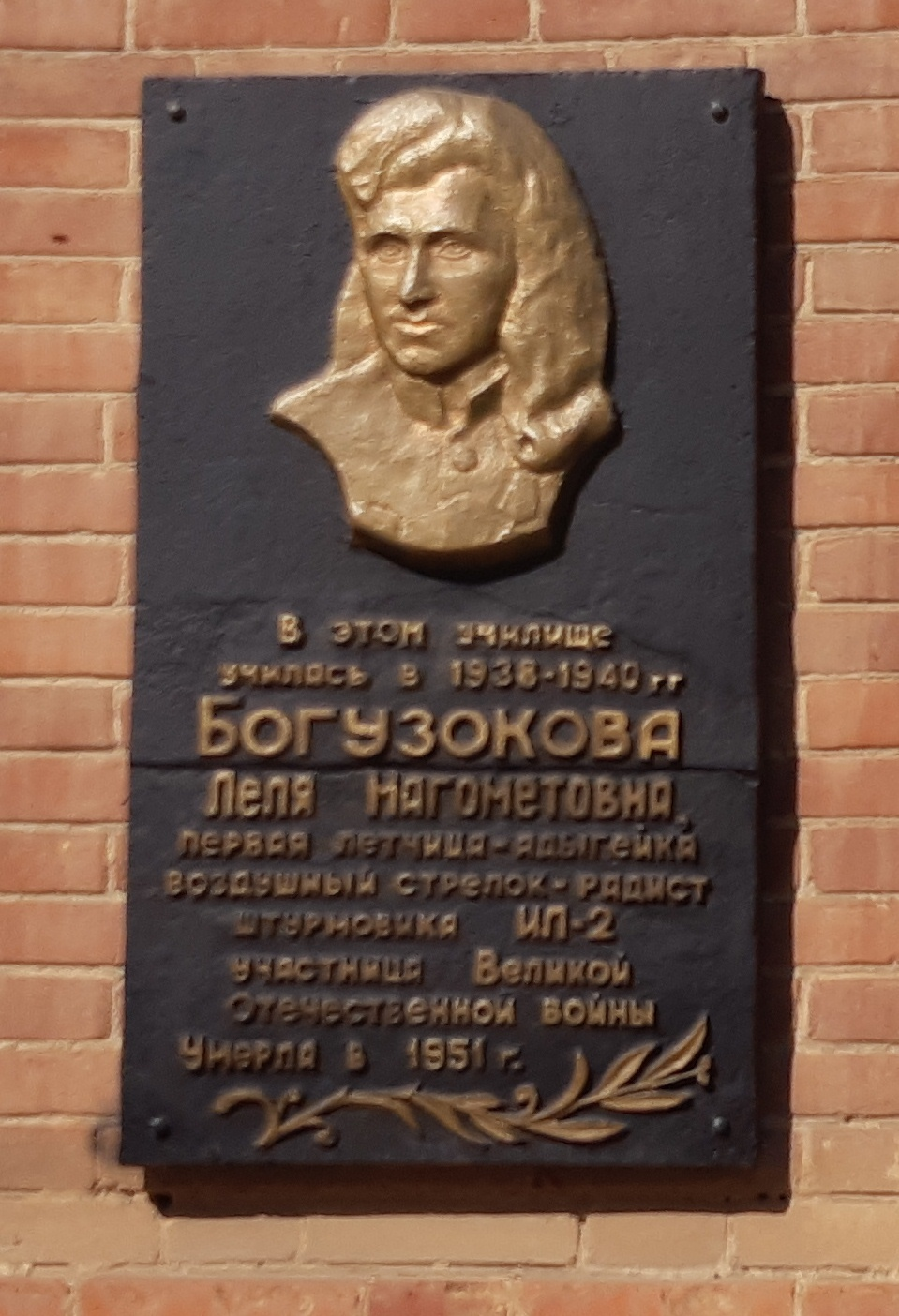
Богузокова, Лёля Магометовна
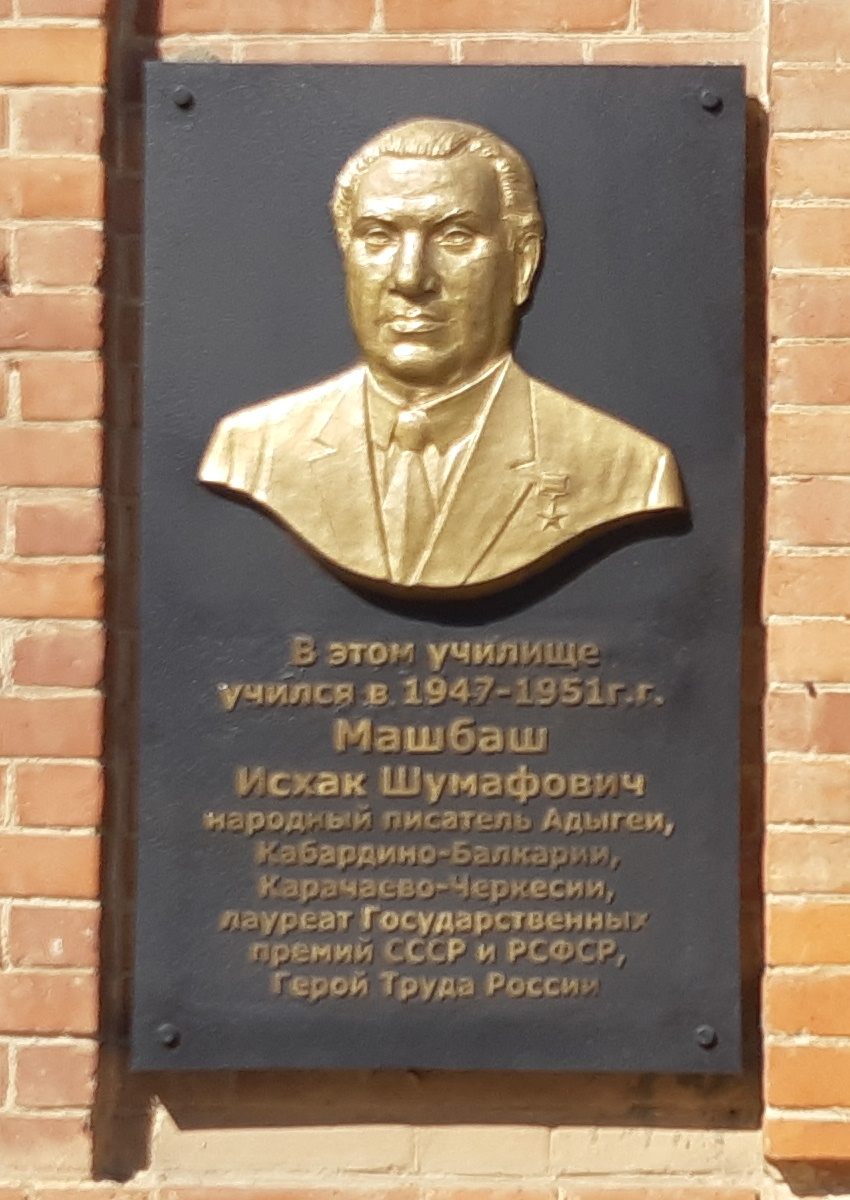
Машбаш, Исхак Шумафович
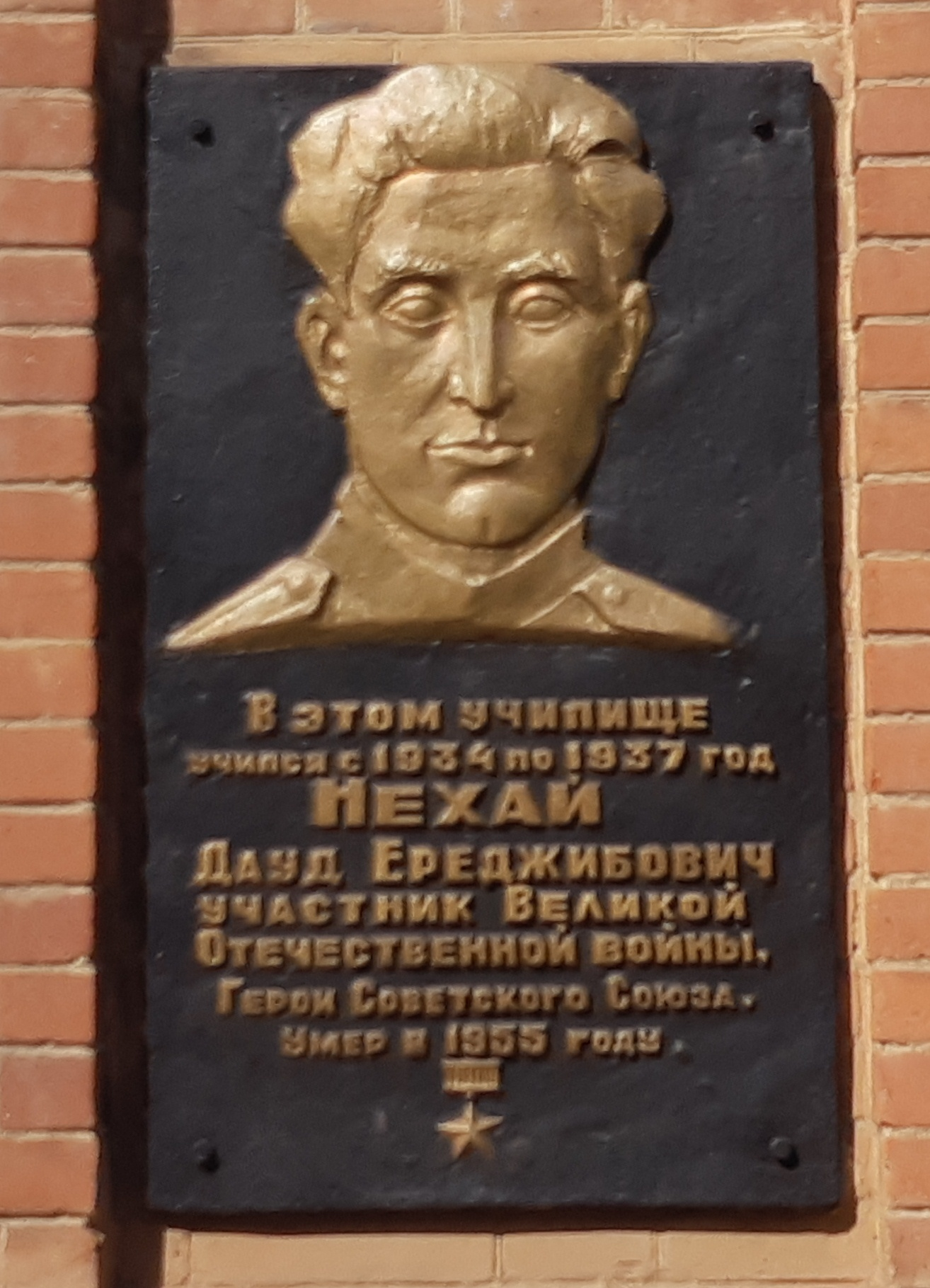
Нехай, Даут Ереджибович
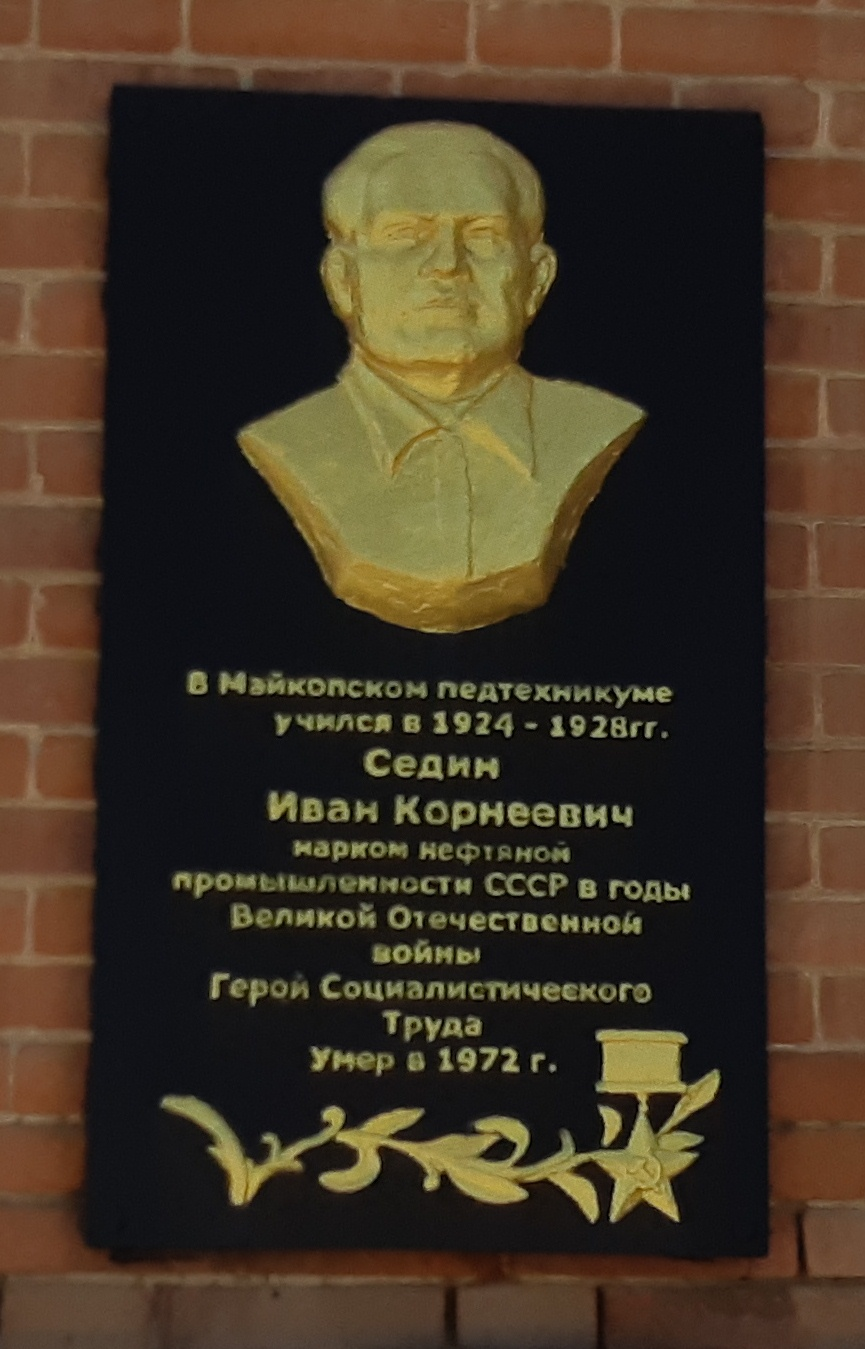
Седин, Иван Корнеевич